# ソウルズ・オブ・ミスチーフ
ソウルズ・オブ・ミスチーフ（Souls of Mischief）は、アメリカ合衆国カリフォルニア州オークランド出身のヒップホップ・グループである。1991年に結成され、メンバーはA-Plus、Opio、Phesto、そしてTajaiの4人。みなHieroglyphicsのメンバーでもある。

## 歴史
オークランドに生まれ育ったTajaiは8歳のとき後のメンバーとなるA-Plusとともにラップを始めた。TajaiとPhestoは中学生のときに出会う。Tajaiは後にA-PlusとPhestoをOpioに紹介し、高校生のときに非公式にソウルズ・オブ・ミスチーフを結成。彼らは1993年に好評をもって迎えられた『93 'til Infinity』でJiveからメジャーデビューを果たした。
このグループはMCにDel tha Funkee Homosapien、Casual、Pep Love、Jaybizを、プロデューサーにDominoを擁するHieroglyphicsの一部である。フルメンバーがHieroglyphicsの2枚のスタジオアルバム『3rd Eye Vision』(1998年)と『Full Circle』(2003年)に参加した。
『93 ’til Infinity』は日間と月間でグループ史上チャート最高位を記録し、1998年にThe Source MagazineにTop100 Rap albumsに選出された。
彼らは1995年にセカンドアルバム『No Man's Land』をJiveからリリースし、同レーベルから離れた。
その後1999年に『Focus』を、2000年に『Trilogy』をHieroglyphicsの独立レーベルであるHieroglyphics Imperium Recordingsからリリースした。
2006年10月30日、Hieroglyphicsの公式ポッドキャストであるHierocastにてDel tha Funkee Homosapienが、Souls of Mischiefが最近Prince Paulと次のアルバムを製作中していると述べた。Prince PaulはDe La Soul、Gravediggaz、Handsome Boy Modeling Schoolらの作品を手がけたプロデューサーである。
2009年1月6日、Souls of MischiefはDominoとPrince Paulが共同でプロデュースを手がけた『Tour Stories EP』をリリースした。これは彼ら5枚目のスタジオアルバムである『Montezuma's Revenge』からのシングルカットである。
2013年11月、プロデューサーAdrian Youngeとのコラボレーションのもと生まれた、『There Is Only Now』を発表した。

## メンバー
- A・プラス（A-Plus）
- タジャイ（Tajai）
- オピオ（Opio）
- フェスト（Phesto）

## ディスコグラフィ

### アルバム
- 93 'til Infinity (1993年)
- No Man's Land (1995年)
- Focus (1998年)
- Trilogy: Conflict, Climax, Resolution (2000年)
- Montezuma's Revenge (2009年)
- There Is Only Now (2014年)